# Strongylaspis bullata
Strongylaspis bullata är en skalbaggsart som beskrevs av Bates 1872. Strongylaspis bullata ingår i släktet Strongylaspis och familjen långhorningar.
Artens utbredningsområde är:
- Costa Rica.
- Guatemala.
- Nicaragua.

Inga underarter finns listade i Catalogue of Life.